# Krzyż katangijski

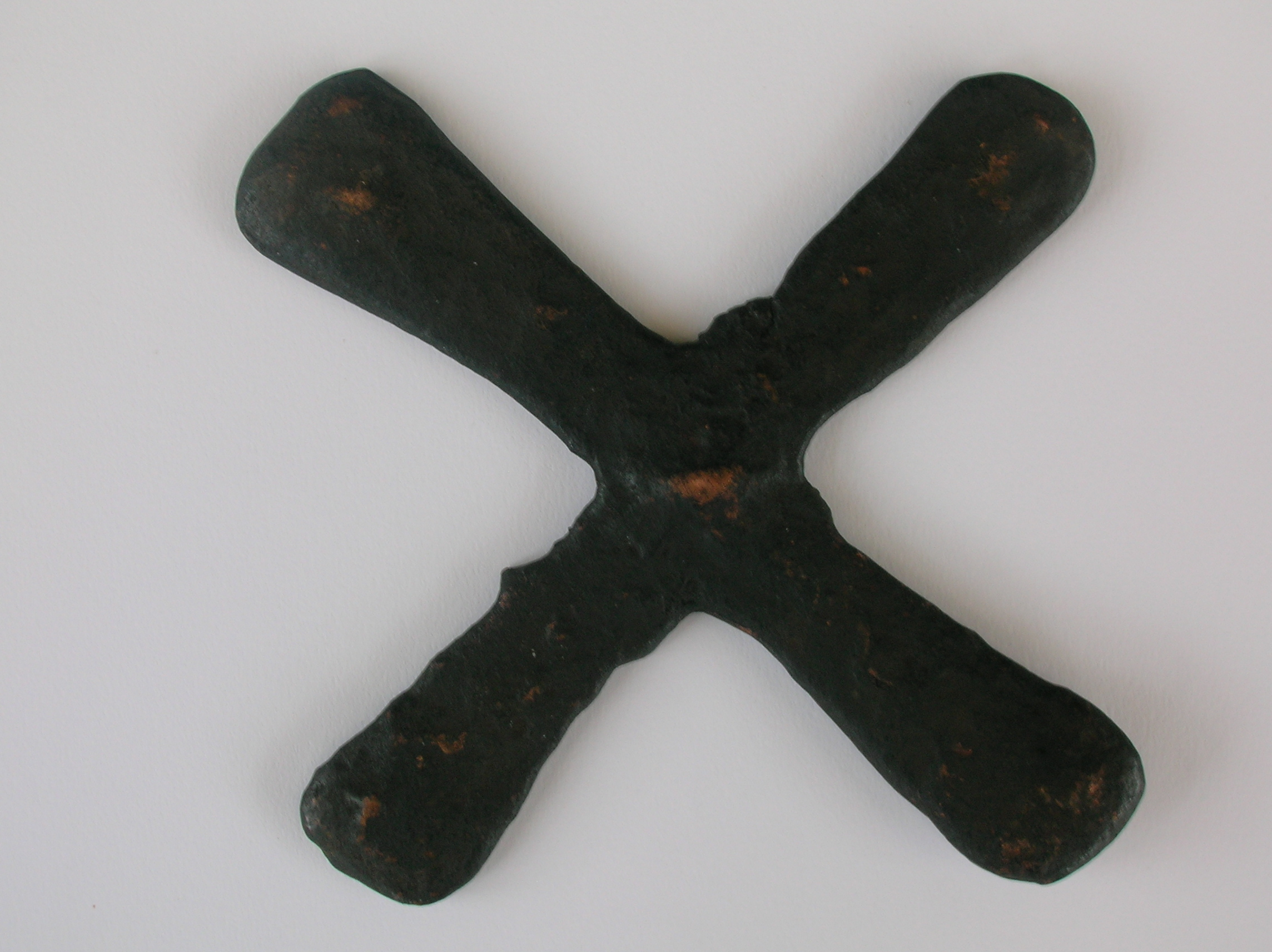
Krzyż katangijski

Krzyż katangijski na fladze państwa Katanga w latach 1960-1963, obecnie prowincja DRK

Krzyż katangijski, znany także pod nazwą handa – miedziany odlew w kształcie litery X, używany jako forma waluty na terenie obecnej Demokratycznej Republiki Konga w XIX i początku XX wieku. Były wykonane w różnych rozmiarach, najbardziej typowe miały długość około 20 cm i wagę 1 kg. Swą nazwę zawdzięcza bogatej w złoża miedzi prowincji Katanga położonej w południowo-wschodniej części Demokratycznej Republiki Konga.
W czasach kiedy był używany, za krzyż katangijski można było kupić 10 kg mąki, pięć lub sześć kur, albo sześć siekier, a zakup pistoletu był możliwy za dziesięć odlewów.